# فيكي وارد
فيكتوريا بينيلوبي جين وارد (بالإنجليزية: Vicky Ward)‏ وتُعرف أكثر باسمها المُختصر فيكي وارد هي كاتبة وصحفية استقصائية بريطانيّة. انتقلت فيكي لممدينة نيويورك منذ عام 1997 للعيش هناك كما حصلت على الجِنسيّة الأمريكية في وقتٍ لاحق.

## الحياة المُبكّرة
وُلدت فيكي وارد في الثالث من تموز/يوليو عام 1969 في تشيلمسفورد بالمملكة المُتحدة، التحقت بمدرسة بينيندن كأكاديميّة باحثة عام 1983 ثمّ تخرجت منها في عام 1987 قبل أن تلتحقَ في العام الموالي بجامعة كامبريدج لدراسة الأدب الإنجليزي ثمّ تخرجت منها في عام 1991.

## المسيرة المهنية
قبل انتقالها إلى الولايات المتحدة؛ كانت تعملُ فيكي ككاتبة مقالات لصالحِ ذي إندبندنت. بعدَ عام 1999؛ وبعدما حطّت الرحال في مدينة نيويورك؛ انضمّت وارد للعمل معَ نيويورك بوست لسنتان (1999-2001) رفقة الصحفيّة والمُديرة التنفيذيّة تينا براون ثمّ ساهمت معَ مجلة فانيتي فير من عام 2001 حتى 2012 حيثُ غطّت خلال تلكَ الفترة عددًا من المواضيع بما في ذلك الفساد المالي والسياسي، الفن، الثقافة والمجتمع كما كتبت عديد المقالات المنفردة وأخرى رفقة مجموعة من الكتاب والصحفيين والشخصيّات العامة على غِرار مورغان ستانلي، كيت ميدلتون وَبيرني مادوف. بحلول تموز/يوليو 2017؛ عُينت وارد عير كمحررة في صحيفة هافينغتون بوست وأجرت مقابلات معَ عددٍ من الشخصيات الهامّة مثل العاملين في مؤسّسة بلاك ووتر ومحامي ترامب السابق مايكل كوهين، وكذا أنثوني سكاراموتشي وسببِ إقالته منَ البيت الأبيض، فضلًا عن تحقيقها الشهير حولَ نائب الرئيس الأمريكي مايك بنس ووجهة نظرهِ في التدخل الروسي في انتخابات عام 2016.
عملت وارد أيضًا كمحررة في مجلة تاون آند كانتري وكانت تكتبُ حول الثقافة بشكلٍ خاص حيثُ كتبت مقالًا مطولًا عن الراحل سيرجي إيفانوفيتش شوكين وإسهاماتهِ في مجال جمع اللوحات التي تتعلقُ بالفنّ الروسي، كما كتبت عن المهندس المعماري الكندي-الأمريكي فرانك جيري. زادت شهرة فيكي بوصفها صحفيّة استقصائيّة بعدما غاصت وأبحرت في مواضيع مهمة في عالم السياسة الأمريكية؛ حيثُ نشرت في تشرين الأول/أكتوبر من عام 2016 تقريرًا مطولًا عن صهر الرئيس الأمريكي ترامب جاريد كوشنر وكلّ ما قامَ به قبل وخلال بعدَ انتخابات عام 2016. فضلًا عن عملها الصحفي الاستقصائي؛ تُشارِكُ فيكي وارد بينَ الفينة والأخرى بمقالات في صحف ومجلات أخرى بما في ذلكَ فاينانشال تايمز، نيويورك تايمز، ذي تايمز، الصنداي تايمز، ديلي تلغراف، مجلة فوغ البريطانية وهاربر بازار إلى جانبِ استضافتها على الهواء في نشرات أخبار وبرامج قناة سي إن بي سي وتلفزيون بلومبرغ.

## الجوائز
حلّت في مركز الوصافة بعدَ كاثرين باكينهام عام 1993 وذلك في مسابقة أفضل كاتبة تحت سنّ الخامسة والعشرين في المملكة المُتحدة كما اعتُرفَ رسميًا بعملها الصحفي بعدما تمّ تتويجها بجائزة الإعلام المرموقة في أيلول/سبتمبر من عام 2010.

## الحياة الشخصية
التقطَ المصوّ البريطاني جيسون بيل صورةً لفيكي وقد عُلّقت في معرض اللوحات القومي بلندن كجزء من سلسلة بيل. أمّا على المستوى العائلي فقد تزوّجت فيكي وارد من ماثيو دول وحصلَ الثنائي على توأمين عام 2003 ثمّ انفصلَا في وقتٍ لاحقٍ.